# Casino de Saint-Brevin-les-Pins
Le casino de Saint-Brevin-les-Pins est situé en Loire-Atlantique face à l'océan Atlantique. Il appartient au Groupe JOA depuis 2020. Il dispose d’un restaurant avec vue sur la mer, d’un bar, d’un amphithéâtre où se tiennent des concerts et spectacles et d’un hôtel quatre étoiles, l’Hôtel Spa du Béryl.

## Histoire
Dès le milieu du XIXe siècle, Saint–Brévin-les-Pins prend son essor grâce à Louis-Germain Masselin. C’est lui qui fait construire un kiosque et un casino dans le jardin de 5 hectares d’une maison de campagne. Mais c’est un échec. Un nouveau casino, le « casino des Roches », est construit entre 1910 et 1922 avec l’arrivée de la mode des bains de mer.
Le casino actuel situé à 2 kilomètres plus au sud de l'ancien « casino des Roches » a ouvert en 2010.